# Cindy Berthet
Pour les articles homonymes, voir Berthet.
Cindy Berthet est une joueuse de football française, née le 22 février 1992 à Bourgoin-Jallieu.

## Biographie
Elle évolue au poste de défenseur à l'Olympique lyonnais. Championne d'Europe U19 avec la France l'été 2010, Cindy Berthet n'a pas encore réussi à se faire une place dans l'effectif lyonnais.

## Palmarès
- Championne de France (OL) : 2009, 2010 et 2011
- Vainqueur Euro U19 (France) : 2010